# Route nationale 46
Die Route nationale 46, kurz N 46 oder RN 46, war eine französische Nationalstraße.
Die Nationalstraße wurde 1824 zwischen Marle und Verdun festgelegt. Sie geht auf die Route impériale 46 zurück. 1845 wurde sie ab Varennes-en-Argonne zur N3 in Parois geführt und ihre alte Trasse trägt heute die Nummer D38. Ihre Länge betrug ab da 141,5 Kilometer. 1973 wurde sie auf voller Länge abgestuft. Im Jahr 1978 gab es für kurze Zeit eine weitere Nationalstraße 46 als Schnellstraße zwischen Lens und Dourges. Diese wurde im selben Jahr noch als Autobahn mit der Nummer C26 ausgeschildert. Heute ist sie Teil der Autobahn 21.